# Eudiomètre

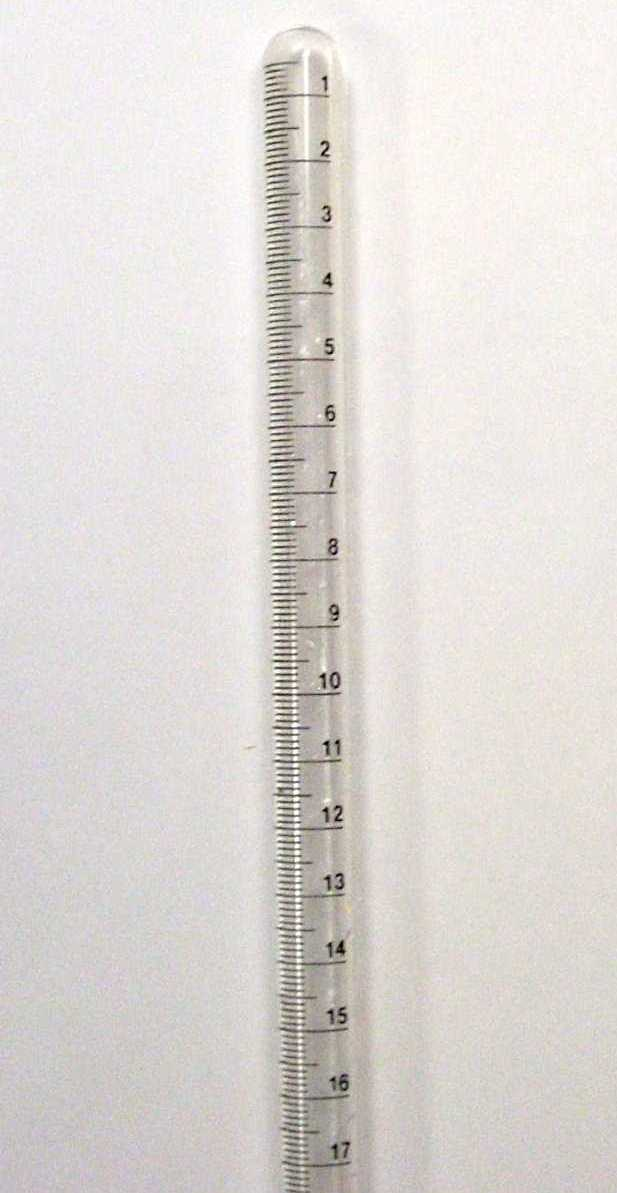
Extrémité scellée de l'eudiomètre

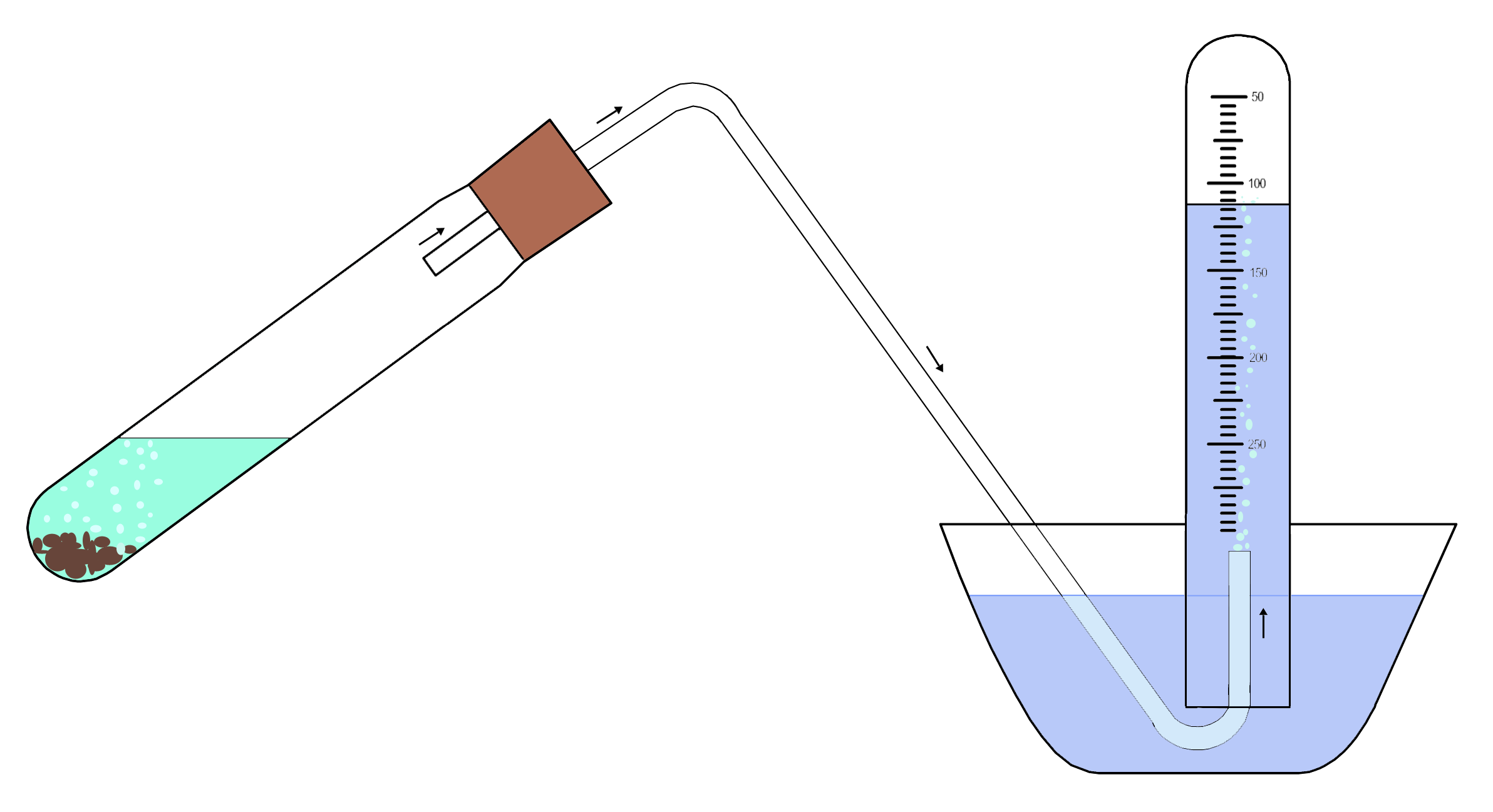
Schéma d'utilisation d'un eudiomètre

L'eudiomètre est un tube en verre gradué qui mesure la variation de volume d'un mélange gazeux à la suite d'une réaction chimique.
Selon la réaction mesurée, l'appareil peut prendre plusieurs formes. En général, il est similaire à une éprouvette graduée. Il est scellé à son extrémité supérieure et l'autre extrémité est immergée dans de l'eau ou du mercure. Le liquide emprisonne un échantillon de gaz dans le tube et la graduation permet la mesure du volume de gaz.
Pour certaines réactions, deux fils de platine (métal choisi pour sa non-réactivité) sont placés dans la partie scellée, ainsi une décharge électrostatique peut être créée entre eux. Celle-ci peut engendrer une réaction au sein du mélange gazeux et la lecture de la graduation sur le tube permet de déterminer le changement éventuel de volume dû à cette réaction.